# Requiem (Islandsmoen)
Sigurd Islandsmoen voltooide zijn Requiem opus 42 in 1936. Islandsmoen had toen al enkele jaren een eigen koor en orkest tot zijn beschikking als organist van de kerk in Moss. Dit werk vergde echter een grootsere aanpak. Islandsmoens requiem staat bekend als het eerste Noorse requiem. Dat heeft te maken met het feit dat de staatsreligie (voor zover daar nog sprake van is) het lutheranisme is, waarin geen plaats is voor een requiem. De uitvoeringen kwamen eerst niet van de grond, maar tijdens de Tweede Wereldoorlog kwam het tot een aantal uitvoeringen.

## Geschiedenis
Een reis in de zomer van 1934 vormde de opmaat voor de totstandkoming van dit werk
Islandsmoen schreef: “Omdat het meeste van wat gebruikt wordt, deels uit religieuze tonen met een slechte tekst bestaat, ligt het voor de hand om voor een groter kerkelijk koorwerk deze motieven thematisch te behandelen.” Tegelijkertijd vond hij een melodie van Petter Dass zijn psalm ‘Herre Gud, ditt dyre navn og ære’ (vert.: ‘Here God, Uw dierbare naam en eer’) waarover hij qua tekst dezelfde mening had. Daar de meeste Bijbelse onderwerpen al eerder benut zijn en mede omdat ook de goede (volks)toon van Petter Dass zijn psalm hem aansprak, kon Islandsmoen motieven hiervan integreren in zijn tekst ‘Dies Irae’, waardoor het tevens mogelijk bleek de oude requiemtekst te kunnen benutten.
Het requiem kreeg haar bekroning tijdens de première op 14 januari 1943 In de Vår Frelsers kirke (vert.: Onze Verlosserkerk) werd het ten gehore gebracht door het Cæciliaforeningskor  met de Filharmonisk Selskap Orkester onder leiding van Arild Sandvold. De organist van dienst was Rolf Karlsen en de solisten waren Gunvor Mjelva (sopraan), Svanhild Richvoldsen (alt), Sigurd Hoff (tenor) en Øystein Sindling-Larsen (bas).
De première vond plaats midden in de Tweede Wereldoorlog en dat had zo zijn consequenties. De Dom-organist Rolf Karlsen was onderweg naar het concert toen het luchtalarm plotseling af ging. Hij vertelde dat hij erin slaagde om tijdig een veilige schuilplaats te vinden in de nabijheid, en niet hoefde door te lopen naar een ver verwijderde schuilkelder. Na ongeveer een half uur werd het sein veilig gegeven en keerde de normale situatie weer terug zodat hij zijn weg naar de kerk kon vervolgen. Om 9 uur ’s avonds begon het concert, waarvan Karlsen vertelde dat er een eigenaardige (zeg trotse en chauvinistische) stemming merkbaar was in de kerk onder deze Noorse tonen, (men moet niet vergeten dat ook Noorwegen door nazi’s bezet was).
Toen de Cæciliavereniging de première wilde plannen, stootte men op onvoorziene moeilijkheden, dit doordat niet iedereen de noodzakelijke verklaringen hadden ondertekend. Alles werd nl. in die tijd beoordeeld/gekeurd door de Staats Theaterraad (die onder Duits toezicht stond). Na veel correspondentie over en weer, kreeg men ten slotte het fiat om het concert te mogen laten doorgaan, in een brief met dagtekening 17 december 1942 werd duidelijk dat het werk alle censuur met goed gevolg had gepasseerd.
Na de première in Oslo, werd het werk later ten gehore gebracht in Stavanger, Moss, Drammen, Lillestrøm, Hønefoss, Bergen en Trondheim. Ook in Kopenhagen is het Requiem vertolkt, alsmede in Brussel, dit laatste als onderdeel van een cultureel uitwisselingsprogramma tussen Noorwegen en België. De uitvoering in Bergen werd rechtstreeks uitgezonden door de Noorse omroep.
Na de oorlog verdween het werk weer van het repertorie en het laatste wat men ervan wist, is dat het nog een keer werd uitgevoerd in 1953 te Brussel, maar waarvoor en waarom is onbekend, vermoedelijk is het materiaal geretourneerd. De directe radio-uitzending was echter opgenomen en werd naar de NRK gestuurd, deze opname is later óók zoek geraakt. Eén versie van ‘Agnus Dei’ voor orgel en koor overleefde dit alles echter en werd gebruikt bij de uitvaartdienst van koning Haakon VII van Noorwegen.
Niemand wist waar het gebleven was, totdat men middels naspeuringen erachter kwam, dat de Nasjonalbiblioteket (vert.: Nationale Bibliotheek), alles wél archiveerde, maar dat nu juist van het ‘Requiem’ niets te vinden was. Vanuit Bagn Bygdesamling (vert.: een soort van privéverzameling) in Islandsmoens eigen dorp (waar het inmiddels als microfilm met daarop de oorspronkelijke versies was opgeslagen) kon men de Nationale Bibliotheek berichten dat het werk níet verloren was gegaan, maar dat men in Bagn een kopie bezat. Deze kopie was door Islandsmoen zelf gemaakt tijdens de oorlog om het voortbestaan ervan veilig te stellen, hij had het persoonlijk zorgvuldig opgeborgen in Bagn Bygdesamling. Aangenomen mag worden dat door het sterke nationale karakter en inslag die het werk in zich draagt, het gevaar in niet geringe mate aanwezig was dat de bezetter eropuit kon zijn het te laten vernietigen. Genoemde kopie is direct na de oorlog gefotografeerd en uitgegeven door Det Norske Musikforlaget (vert.: Noorse Muziekuitgeverij) die in 1945 reeds de auteursrechten van het werk had verworven en heruitgegeven vergezeld van een pianouittreksel erbij voor studiedoeleinden. Het werk werd weer uitgevoerd tijdens de Kirkemusikkdagene (vert.: Kerkmuziekdagen) op 10 november 2002 en opnieuw uitgegeven met behulp van de Norsk Kulturråd (vert.: Noorse Cultuurraad). Aan deze uitgave hebben meegewerkt Det Norske Solistkor en het Kristiansand Symfoniorkester met Terje Boye Hansen als dirigent. In 2006 verscheen de eerste opname van dit werk bij een plaatselijk Noors platenlabel. Sindsdien vinden er (weer) regelmatig uitvoeringen plaats, waaronder een in oktober 2014 in Nederland.

## Stijl
Het requiem is in een behoudende stijl geschreven. Islandsmoen kreeg lessen van Max Reger en dat vond een weerslag in zijn werken. Van stromingen binnen de klassieke muziek van de 20e eeuw is bijna niet terug te vinden. Uiteraard ontbreken ingrediënten uit de Noorse volksmuziek niet, dat was toen mode (zeker tijdens de bezetting), maar ook dat dateert uit vroeger tijden. Islandsmoen stond tevens onder invloed van de werken die hij uitvoerde in Moss. Dat was geen moderne klassieke muzie, maar ging meer terug op requiems van bijvoorbeeld Mozart, Verdi en Cherubini. Islandsmoen zelf heeft Cherubini’s ‘Requiem’ in 1927 vertolkt en heeft zich hierdoor zonder twijfel laten beïnvloeden, in het bijzonder omdat dit zo anders van vorm is. Tekstmatig volgt hij echter zeer nauw Mozarts gebruik van de teksten, die de traditie van de 18e eeuw aanhing om te vereenvoudigen. Ook in ‘Introitus’ en ‘Kyrie’ heeft hij deze manier toegepast, terwijl hij dan ook zo weer breekt met Mozart en Verdi in het ‘Graduale’ waarin hij een herhaling gebruikt van het ‘Introitus’. Hij kiest ervoor om ‘Dies’ anders te behandelen dan bijvoorbeeld Cherubini en Bruckner deden, door dit op te delen en te reorganiseren. In totaal neemt Islandsmoen 15 van 19 verzen. Merkbaar door het hele werk heen is de variërende tempostructuur en wisselingen tussen homofone en polyfone partijen. In verscheidene van de partijen komen de ‘familiebanden’ met de Noorse volksmuziek naar voren, onder andere de melodie van ‘Herre Gud, ditt dyre navn og ære’ dat zijn stempel drukte op ‘Dies irae’, ‘Kyrie eleison’ en ‘Agnus Dei’.
Het requiem is opgebouwd uit vijftien deeltjes:
1. Canto funebre
2. Introitus
3. Graduale
4. Dies irae
5. Kyrie eleison
6. Recordare
7. Preces meae
8. Confutatis
9. Oro supplex
10. Lacrymosa
11. Domine, Jesu Christe
12. Sanctus
13. Benedictus, sanctus
14. Pie Jesu
15. Agnus Dei